# رسلان ميدجيتوف
رسلان ميدجيتوف (بالإنجليزية: Ruslan Medzhitov)‏ هو أستاذ علم المناعة في كلية ييل للطب، وعضو في مركز ييل للسرطان، ومحقق في معهد هاوارد هيوز الطبي. يركز بحثه على تحليل جهاز المناعة الفطرية والاستجابة الالتهابية والتحكم الفطري في المناعة التكيفية وتفاعلات مضيف الممرض.